# Tang Lin
Tang Lin (en chino: 唐琳; Neijiang, 7 de mayo de 1976) es una deportista china que compitió en judo.
Participó en los Juegos Olímpicos de Sídney 2000, obteniendo una medalla de oro en la categoría de –78 kg. En los Juegos Asiáticos de 1998 consiguió una medalla de oro.
Ganó una medalla de plata en el Campeonato Asiático de Judo de 1996.

## Palmarés internacional
| Juegos Olímpicos    | Juegos Olímpicos             | Juegos Olímpicos | Juegos Olímpicos |
| Año                 | Lugar                        | Medalla          | Categoría        |
| ------------------- | ---------------------------- | ---------------- | ---------------- |
| 2000                | Sídney (Australia)           | Medalla de oro   | –78 kg           |
| Juegos Asiáticos    |                              |                  |                  |
| Año                 | Lugar                        | Medalla          | Categoría        |
| 1998                | Bangkok (Tailandia)          | Medalla de oro   | –78 kg           |
| Campeonato Asiático |                              |                  |                  |
| Año                 | Lugar                        | Medalla          | Categoría        |
| 1996                | Ciudad Ho Chi Minh (Vietnam) | Medalla de plata | –72 kg           |